# Circa 2007
Circa: ook wel Circa 2007 is het debuutalbum van Circa. De band was een afgeleide van Yes en dat is op dit album het best te horen (Together we are). Er spelen drie muzikanten mee, die direct met Yes te maken hebben/hadden. Voorts is er muziek te horen van Trevor Rabin, ook ooit deel uitmakend van Yes. Het album is in januari 2007 opgenomen in de 4 Tune studio, waarschijnlijk de geluidsstudio van Sherwood zelf. 

## Musici
Michael Sherwood is de broer van Billy en speelde samen met Haun in Lodgic.
- Billy Sherwood – basgitaar, zang
- Tony Kaye – toetsinstrumenten
- Alan White – slagwerk, percussie, zang
- Jimmy Haun – gitaar, zang

Met
- Cole Coleman – laúd (3)
- Michael Sherwood – vocoder

## Muziek
| Nr. | Titel                        | Duur  |
| --- | ---------------------------- | ----- |
| 1.  | Cut the ties (Circa)         | 5:40  |
| 2.  | Don’t let go (Circa, Rabin)  | 6:57  |
| 3.  | Together we are (Circa)      | 6:31  |
| 4.  | Information overload (Circa) | 5:54  |
| 5.  | Trust in something (Circa)   | 7:55  |
| 6.  | Keeper of the flame (Circa)  | 2:32  |
| 7.  | Life going by (Circa)        | 3:47  |
| 8.  | Look inside (Circa, Rabin)   | 5:04  |
| 9.  | Brotherhood of man (Circa)   | 11:48 |

In 2013 werd het album opnieuw uitgebracht, aangevuld met een dvd waarop het album live uitgevoerd wordt; de opnamen dateren van oktober 2007.